# Robin Morgan
Robin Morgan (Lake Worth, 29 gennaio 1941) è un'attrice, poetessa e politica statunitense. Già nota come attrice bambina nel cast principale della serie televisiva Mama (1949-1956), è divenuta poetessa, scrittrice e attivista politica di primo piano. Il suo libro Sisterhood Is Powerful (1970) è uno dei testi fondanti del movimento femminista internazionale ed è stato citato dalla New York Public Library nel 1995 come "uno dei 100 libri più influenti del XX secolo".

## Biografia
Robin Morgan nasce a Lake Worth (Florida) nel 1941 e cresce a Mount Vernon (New York). Mostra sin da piccolissima un'intelligenza vivace, grande memoria e un precoce talento per la recitazione. Nel 1945, a soli 4 anni, era già protagonista su WBO New York di un programma radiofonico,The Robin Morgan Show, in cui raccontava storie e faceva ascoltare dischi al proprio pubblico di giovanissimi. Partecipava anche al programma Juvenile Jury in onda sulla stessa rete dal 1947.
Dalla radio alla televisione il passo fu breve. Nel luglio del 1949, a 8 anni, Morgan fu la prima attrice bambina ad entrare nel cast principale di una serie televisiva: Mama (1949-1956). La complessità delle riprese televisive, allora ai loro esordi, richiedeva la presenza di attori di esperienza e grande affidabilità ed aveva fino a quel momento scoraggiato la partecipazione di attori bambini troppo piccoli nelle prime sitcom familiari. Ma Morgan, pur giovanissima, aveva talento in abbondanza e già grande esperienza e si dimostrò perfettamente all'altezza della situazione, aprendo la strada ad un'intera generazione di piccoli attori, da Judy Nugent e Jimmy Hawkins in The Ruggles (1949-1952) a Sheila James Kuehl in Mio padre, il signor preside (The Stu Erwin Show, 1950-1955). 
In Mama, Morgan interpretò la parte della figlia minore della famiglia Hansen per 7 anni e 152 episodi, dal 1949 al 1956. Negli stessi anni partecipò come guest star in numerosi episodi di altre serie televisive, incluso Alice in Wonderland per la serie Kraft Theatre (1954). Recita anche in teatro in un adattamento teatrale di Mama, nonché in produzioni di The Madwoman of Chaillot e The Potting Shed. 
Se sulla scena godeva di grande successo e popolarità, nella vita reale la bambina era impegnata in una battaglia continua contro i voleri della propria madre a causa del suo crescente desiderio di abbandonare il mondo dello spettacolo per potersi dedicare agli studi ed affermare il proprio sogno di diventare scrittrice e poeta. La situazione era complicata dal fatto che la bambina era di fatto il principale sostegno economico della famiglia. A 14 anni decise che era giunto il momento di lasciare ogni impegno attoriale e a 17 anni pubblicò la sua prima opera poetica su una rivista letteraria. Quando sua madre non le consentì di iscriversi all'università, frequentò i corsi alla Columbia University da auditrice. Monrgan rievocherà la sua infanzia ed esperienza come attrice bambina nell'autobiografia Saturday's Child: A Memoir (2001).
Negli anni sessanta comincia ad impegnarsi politicamente nei movimenti di sinistra contro la guerra in Vietnam. Nel 1962 si sposa con il poeta Kenneth Pitchford; dal loro matrimonio nasce un figlio, Blake Morgan, destinato ad avere una brillante carriera come musicista. Gli interessi di Morgan si spostano sempre più decisamente verso la militanza nel nascente movimento femminista. Nel settembre 1968 organizza la manifestazione di protesta al Miss America Pageant ad Atlantic City, la prima grande azione pubblica del femminismo contemporaneo. Conia la parola "herstory" (storia la femminile contrapposta a "history" o storia al maschile) e lancia numerosi slogan femministi divenuti celebri in tutto il mondo, tra cui "Il personale è politico" e "La pornografia è la teoria; lo stupro è la pratica".
Morgan è autrice di oltre 20 pubblicazioni, che includono poesia, teatro, saggi letterari e politici, inclusa la celebre trilogia Sisterhood Is Powerful (1970), Sisterhood Is Global (1984) e Sisterhood Is Forever (2003).
Con i diritti d'autore del libro, Sisterhood Is Powerful (1970), manifesto e pietra miliare del movimento, Morgan ha dato vita alla prima fondazione femminista negli Stati Uniti, The Sisterhood Is Powerful Fund, che ha fornito sovvenzioni in denaro a centinaia di primi gruppi di donne negli anni '70 in America e in tutto il mondo. Collaboratrice di Ms. Magazine a partire dal 1979, ne è stata Editor in Chief dal 1989 al 1994, rilanciando la rivista come pubblicazione bimestrale internazionale senza pubblicità. È cofondatrice di The Sisterhood Is Global Institute con Simone de Beauvoir e di Women's Media Center con Jane Fonda e Gloria Steinem.
Nel 1979, Robin Morgan fu una delle protagoniste della raccolta di figurine collezionabili Supersisters, che aveva l'obiettivo di proporre modelli femminili di successo in campo politico, sportivo, sociale e culturale.
Insignita nel 1992 della Laurea Honoris Causa come Doctor of Humane Letters dall'Università del Connecticut, ha offerto corsi e conference in università di tutto il mondo, inclusa l'Università di Bologna nel 2000.

## Letteratura

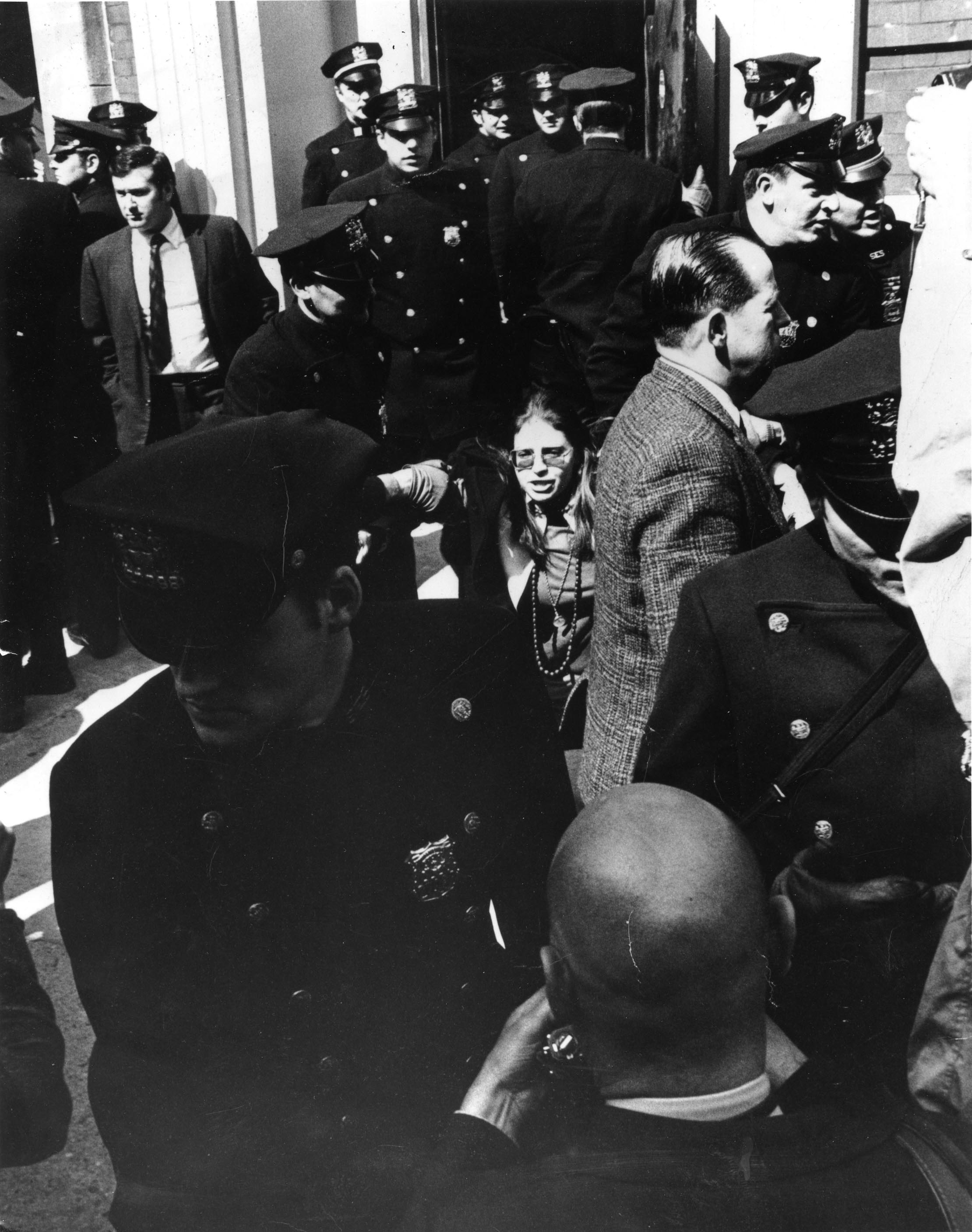
Robin Morgan arrestata nel corso di un sit-in di protesta nel 1970

### Antologie
- 1969: The New Woman (Poetry Editor) (Bobbs-Merrill, LCCN 70-125895)
- 1970: Sisterhood is Powerful: An Anthology of Writings from the Women's Liberation Movement (Random House, ISBN 0-394-70539-4)
- 1984: Sisterhood Is Global: The International Women's Movement Anthology (Doubleday/Anchor Books; revised, updated edition The Feminist Press, 1996, ISBN 978-1-55861-160-3)
- 2003: Sisterhood Is Forever: The Women's Anthology for a New Millennium (Washington Square Press, ISBN 0-7434-6627-6)

### Fiction
- 1987: Dry Your Smile (Doubleday, ISBN 978-0-7043-4112-8)
- 1991: The Mer-Child: A New Legend for Children and Other Adults (The Feminist Press, ISBN 978-1-55861-054-5)
- 2006: The Burning Time (Melville House, ISBN 1-933633-00-X)
- 2019: Parallax: A Novel (Spinifex Press, ISBN 978-1-9255-8195-9)

### Non-fiction
- 1977: Going Too Far: The Personal Chronicle of a Feminist (Random House, ISBN 0-394-72612-X)
- 1982: The Anatomy of Freedom (W.W. Norton, ISBN 978-0-393-31161-7)
- 1989: The Demon Lover: On the Sexuality of Terrorism (W. W. Norton, ISBN 0-7434-5293-3)
- 2011: The Demon Lover: The Roots of Terrorism (Updated Second Edition, Washington Square Press/Simon & Schuster, Inc.)
- 1992: The Word of a Woman (W.W. Norton, ISBN 978-0-393-03427-1)
- 1995: A Woman's Creed (pamphlet), The Sisterhood Is Global Institute
- 2001: Saturday's Child: A Memoir (W. W. Norton, ISBN 0-393-05015-7)
- 2006: Fighting Words: A Toolkit for Combating the Religious Right (Nation Books, ISBN 1-56025-948-5)

### Poesia
- 1972: Monster (Vintage, ISBN 978-0-394-48226-2)
- 1976: Lady of the Beasts: Poems (Random House, ISBN 978-0-394-40758-6)
- 1981: Death Benefits: A Chapbook (Copper Canyon, Limited Edition of 200 copies)
- 1982: Depth Perception: New Poems and a Masque (Doubleday, ISBN 978-0-385-17794-8)
- 1999: A Hot January: Poems 1996–1999 (W. W. Norton, ISBN 978-0-393-32106-7)
- 1990: Upstairs in the Garden: Poems Selected and New (W. W. Norton, ISBN 0-393-30760-3)

### Opere teatrali
- "Their Own Country" (debut performance, Ascension Drama Series, New York, December 10, 1961 at 8:30pm, Church of the Ascension, reception immediately following.)
- "The Duel." A verse play, published as "A Masque" in her book Depth Perception (debut perf. Joseph Papp's New Shakespeare Festival Public Theater, New York, 1979)

### Saggi
- "The politics of sado-masochistic fantasies," in Against Sadomasochism : a radical feminist analysis, ed. Robin Ruth Linden (East Palo Alto, Calif. : Frog in the Well, 1982.), pp. 109–123

## Radio

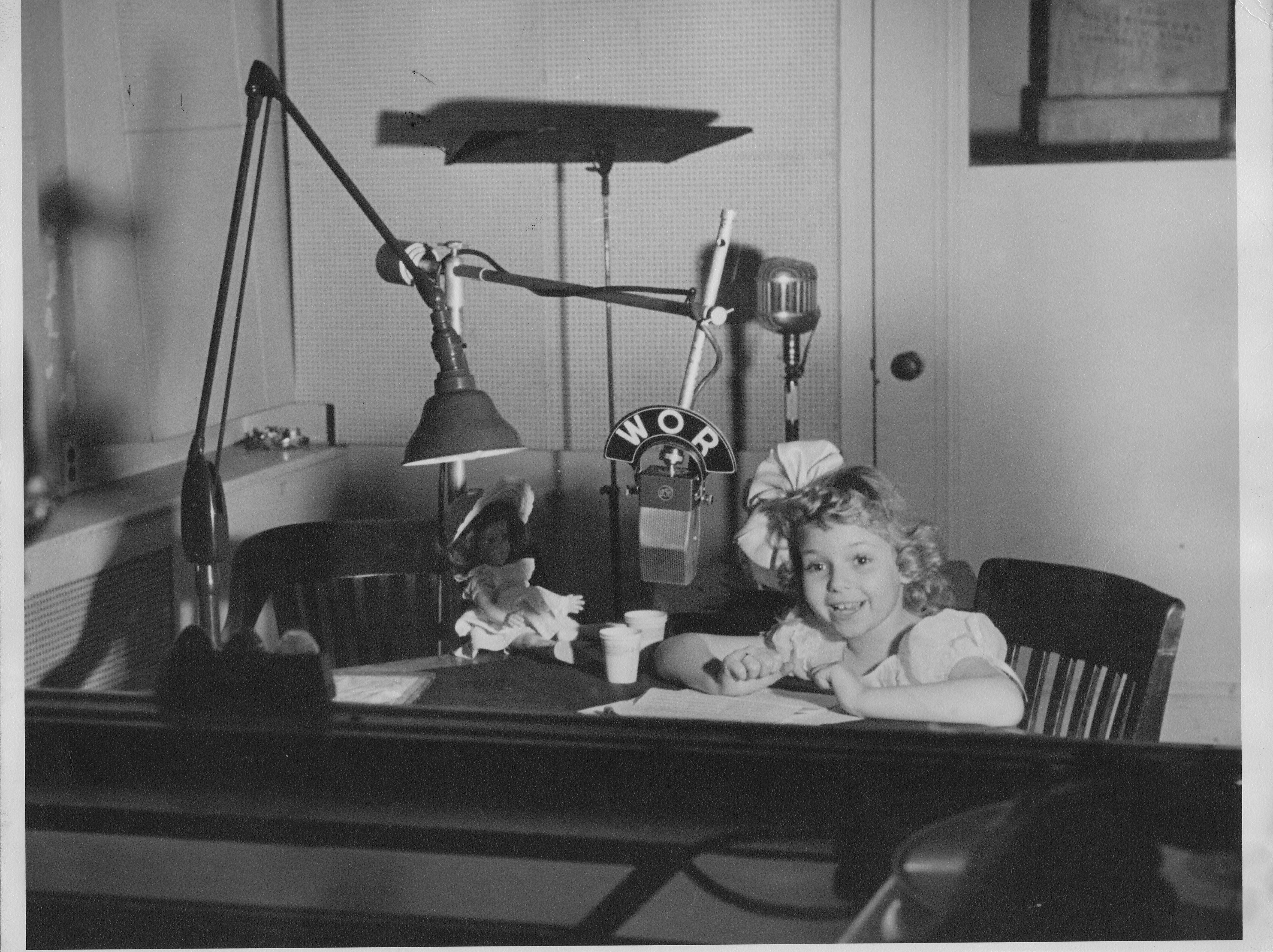
La piccola Robin Morgan al lavoro nel suo programma radiofonico negli anni quaranta

- The Robin Morgan Show (1945-1949)

## Televisione
- Mama, serie TV - cast principale, 7 stagioni, 152 episodi (1949-1956)
- "A Child Is Crying" (1951) - episodio della serie TV Tales of Tomorrow
- "The Lonely Place" (1951) - episodio della serie TV Suspense
- "The French Revolution"; "Annie Oakley" (1952) - episodi della serie TV Mr. I. Magination
- "Death Signs an Autograph" (1952) - episodio della serie TV Danger
- "Alice in Wonderland" (1954) - episodio della serie TV Kraft Theatre
- "Forty Weeks of Uncle Tom" (1954) - episodio della serie TV Ponds Theater
- "First Date" (1955) - episodio della serie TV Star Stage
- "Coming of Age" (1955); "The Tall Dark Man" (1955); "Onions in the Stew" (1956) - 3 episodi della serie TV Robert Montgomery Presents
- The Alcoa Hour – serie TV, episodio 1x22 (1956)

## Riconoscimenti
- Young Hollywood Hall of Fame (1950's)